# Беляевка (Костанайская область)
Беляевка (каз. Беляев) — упраздненное село в Алтынсаринском районе Костанайской области Казахстана. Ликвидировано в 2009 году. Входило в состав Докучаевского сельского округа.

## Население
В 1999 году население села составляло 26 человек (11 мужчин и 15 женщин).